# Mugen no Ryvius
Mugen no Ryvius, conocida como Infinite Ryvius en inglés. es una serie de anime mecha creada  por Yōsuke Kuroda y animada por el estudio Sunrise.
La serie está dirigida por Goro Taniguchi y ha tenido gran aceptación por parte del público.
Una adaptación a manga es ilustrada por el mangaka Shinsuke Kurihashi.

## Argumento
Ambientada en el año 2225, la humanidad se ha extendido desde la Tierra hasta habitar casi todos los planetas o lunas cercanas en colonias y asentamientos. Los viajes espaciales han crecido y mejorado hasta convertirse en algo habitual. Para los habitantes del sistema solar, la carrera de astronauta no está descartada, y una de las escuelas creadas para formar a los futuros viajeros espaciales es la Liebe Delta, una estación espacial situada en algún lugar de la órbita de la Tierra. Este crecimiento se produce a pesar del misterioso fenómeno conocido como Geduld, la cual destruye a todas las naves que se atreven a introducirse demasiado en ella un mar de plasma que surgió repentinamente del Sol a lo largo del plano orbital de la Tierra en el año 2137. Esta zona de altas temperaturas y presiones gravitatorias, que se extiende desde el Sol hasta el borde del sistema solar, nunca ha sido explicada.
Kouji Aiba es un chico de dieciséis años que ha hecho las maletas, y ha dejado su hogar en la Tierra para dirigirse a la Liebe Delta y al entrenamiento para obtener su licencia de piloto de nivel 2. Viaja a la estación espacial acompañado de su amiga de la infancia, Aoi Housen, de quien Kouji descubre, para su disgusto, que se ha inscrito en el programa de auxiliares de vuelo de la Liebe Delta. De camino al puerto espacial, Aoi le da a Kouji la desagradable noticia de que su hermano menor, Yuki, también va a asistir a la Liebe Delta y, de hecho, los hermanos estarán juntos en la misma clase de vuelo. La lista de noticias desafortunadas de Aoi a Kouji se ve coronada por su comentario de que la madre de los chicos, la señora Aiba, ha pedido a Aoi que cuide de los hermanos mientras están en la escuela. El mal humor de Kouji no mejora.
Una vez a bordo de la estación espacial, los alumnos y el personal docente de la Liebe Delta eran como cualquier otra escuela, normales y preocupados por sus propios asuntos y clases. Incluso tenían un periodo de vacaciones, conocido como el Dive Break, cuando la estación espacial se aventuró cerca del Geduld para el mantenimiento del sistema. De los más de 1.000 alumnos, unos 500 se quedaban en el descanso. Sin que todos lo supieran, la estación espacial, en medio de la inmersión rutinaria considerada tan regular que ha sido confiada a la clase de cadetes de élite Zwei, fue saboteada y la mayoría del personal fue gaseado y dejado inconsciente, cayendo libremente en las profundidades del mar de Geduld, donde las presiones gravitatorias resultantes aplastarían la estación y matarían a todos a bordo. Los adultos restantes, todos ellos instructores, sacrificaron sus vidas en un acto que creían que salvaría a la mayoría de los estudiantes a bordo. Cuando sus heroicas acciones resultaron infructuosas y la Liebe Delta estuvo a punto de colapsar, una misteriosa nave llamada RYVIUS, oculta dentro de la Liebe Delta, se activó y salió a la superficie desde el Mar de Geduld. Al comienzo de la inmersión había un total de 515 personas a bordo del Liebe Delta, de las cuales un total de 486 fueron evacuadas con éxito, lo que significa que un total de 29 personas murieron en la inmersión saboteada. 8 eran instructores, 12 eran el personal gaseado que posteriormente fue ejecutado por los dos saboteadores, y 9 estudiantes. La edad media de la tripulación del Ryvius es de 16 años, por lo que la historia, a pesar de su ambientación espacial, es más un relato de madurez que otra cosa.
Atrapado en el espacio, con los gobiernos de la humanidad abandonados, y dentro de la nave la ira, la agitación y el miedo se apoderan de la tripulación, Kouji hace todo lo posible por mantener una apariencia de orden y paz en un momento de crisis. Pero con la lucha contra su propio hermano Yuki, lidiando con sus sentimientos por la bella aristócrata uraniana Fina S. Shinozaki, tratando de evitar a Aoi, y viendo la extraña aparición de una chica vestida de rosa deambulando por los pasillos, ¿podrá Kouji ayudar hasta que el Ryvius llegue a un lugar seguro, o perderá todo lo que le es querido en el proceso?

## Naves Vaia
Se dice que las naves Vaia son cruciales para la supervivencia de la humanidad, a pesar del efecto que tiene en aquellos que se exponen a ella durante el tiempo suficiente, lo que provoca un gran colapso mental, como se vio con el capitán del Blue Impulse tras perder la batalla con el Ryvius.
Se mencionó que había seis naves de Vaia, que necesitaron varios cientos de miles de astronautas entrenados que entraron en el Geduld para capturar, formular y asegurar las vaias para las naves. Esto se dio a conocer con el propósito de proteger a la humanidad de otro fenómeno Geduld, ya que los efectos de deformación gravitacional de los guardianes vitales podrían bloquear fácilmente el avance del fenómeno Geduld.

Ryvius NEGRO (Denominado "Brattica" por los que pretenden tomarlo)

El escenario principal del resto de la serie tras la destrucción de la Liebe Delta, y el objetivo de la Oficina de Seguridad Orbital, hasta el punto de que han justificado la destrucción de Hyperion con el Guardián Vital del Impulso Azul para intentar destruirlos. La Ryvius es una de las dos naves Vaia cuyos Sphix se han manifestado, pero también es la única que tiene uno humanizado, Neya. La otra nave está básicamente desprovista de toda humanidad, salvo el deseo de matar a Neya. Vital Guarder - Einvalt, Un gran mecha de aspecto humanoide desplegado desde la nave elevadora alojada en la parte delantera del Ryvius, tiene el poder de controlar las fuerzas gravitatorias de forma muy similar a los demás, pero tiene un control localizado mucho más fuerte de las ondas gravitatorias que crea (especialmente desde sus manos.)

BLUE Impulse

La primera nave Vaia que fue una baja técnica del Ryvius, tras utilizar su guardián vital para destruir el Hyperion. El Ryvius desprendió su cañón de barcaza y con el guardián vital en la mano, cambió las mareas de la batalla a favor del Ryvius. No se sabe nada más del Impulse después de esta batalla, posiblemente retirado del servicio debido a la pérdida de su guardián vital. Guardián Vital - Taladro Verticular, Un poderoso guardián vital capaz de atravesar grandes masas utilizando un fuerte campo gravitatorio proyectado alrededor del brazo principal del taladro, que gira con una fuerza tremenda. Se utilizó para destruir a Hyperion, lo que estableció otro de sus ataques, utilizando trozos de cualquier tamaño que lo rodearan el Taladro Verticular podía capturar estos objetos en su campo y dispararlos.

CRIMSON Dicastia

Pilotado exclusivamente por mujeres de edad. La Dicastia cuenta con la mayor producción de fuerza gravitatoria, utilizando vainas más pequeñas conectadas entre sí. La Dicastia fue la primera nave que causó bajas en la Ryvius al dispararle mientras estaba atrapada en el campo de atrapamiento. Guardián vital - Eysfina, el sistema de cadenas de vainas utilizado para generar un campo gravitatorio de atrapamiento. Se utiliza como medio para retener a su objetivo con el fin de entrar con seguridad en el campo de tiro.

GREY Gespenst

La nave Vaia de Conrad Vicuss más parecida a la Ryvius, también posee un guardián vital comparable y un tanto humanoide, pero fundido a un gran sistema de fijación en sus brazos y piernas. Sólo al ver a Neya y reconocer su forma como la de su hija fallecida se da cuenta de los graves errores que ha cometido. El Gespenst es capaz de formar cuchillas a partir de las fuerzas gravitatorias para cortar los objetivos a los que se acerca. También tiene la capacidad de fusionarse con los "calamares vaia" existentes para amplificar su masa y control de la gravedad y su poder, para consternación de Stein, que no soporta ver nada que desafíe la lógica científica. Guardián Vital - Geist, un guardián vital de cuerpo humanoide fijo con un tremendo poder de fuerza gravitatoria, que según los números de Stein se estima que es al menos dos veces más poderoso que el Ryvius. Estas observaciones quedaron más o menos demostradas cuando el Geist se fusionó con varios calamares Vaia a su alrededor, aumentando significativamente su poder de ataque. El Geist continuó destruyendo partes del guardián vital del Ryvius, hasta que se separó de la gran bola de masa que creó a su alrededor, y comenzó una poderosa supercarga de energía. En un último ataque de embestida, el Geist fue aniquilado, junto con el Einvalt, mientras que todos los habitantes de la nave elevadora están a salvo.
Después de una batalla enloquecedoramente feroz, y la pérdida de su guardián vital, sus últimas palabras después de estar de nuevo cara a cara con Neya, fueron: "Atención a todos los tripulantes. El Ryvius está pilotado por niños, ¡quiero que los rescaten!" antes de suicidarse con una pistola, prueba de que había comprendido la situación a bordo del Ryvius durante la mayor parte de su persecución. (Antes había declarado que las súplicas de rescate de los estudiantes debían ser un truco). Esto marca el final de la guerra entre la Oficina de Seguridad Orbital y la tripulación del Ryvius.

## Personajes principales
Aiba Kouji (相葉昴治): 
Es de la Tierra, tiene 16 años, y es el hermano de Yuki. También es un amigo de la infancia de Aoi, y su compañero es Oze Ikumi
Housen Aoi (蓬仙あおい): 
Tiene 16 años, y es la amiga de la infancia de Kouji. Aoi conoce a los hermanos Aiba desde hace mucho tiempo, y es casi como una hermana para ellos.
Aiba Yuki (相葉祐希): 
Es inteligente, fuerte, y muy independiente. Tiene 15 años, y es el hermano pequeño de Kouji. Siempre se está peleando con su hermano Kouji. Es uno de los mejores pilotos.